# Oyster card
Pour les articles homonymes, voir Oyster.
L'Oyster card est une carte à puce sans contact (RFID) servant de titre de transport à Londres depuis 2003.
Le mot oyster (huitre) doit vraisemblablement être pris ici dans le sens idiomatique qu'il revêt dans l'expression britannique « The world is your oyster », qui signifie « Le monde vous appartient ».
Elle est par défaut non nominative, mais il est possible de l'enregistrer (utile en cas de vol/perte).

## Historique
La Oyster card est lancée en juin 2003, et constitue la première alternative aux titres de transport en papier dans la ville.
Depuis 2014, l'utilisation de la Oyster Card chute au bénéfice de l'application mobile mise à disposition des usagers londoniens ainsi que des cartes bancaires sans contact. En 2016, la technologie derrière la Oyster Card (et les applications sans contact) est mise sous licence en vue de l'exporter pour le métro de New York.
En octobre 2018, Oyster card fait un partenariat avec la marque de sport Adidas avec des chaussures inspirées du design de la carte de transport londonienne, et une Oyster card gratuite et créditée de 80 pounds avec l'achat des chaussures.

## Fonctionnement

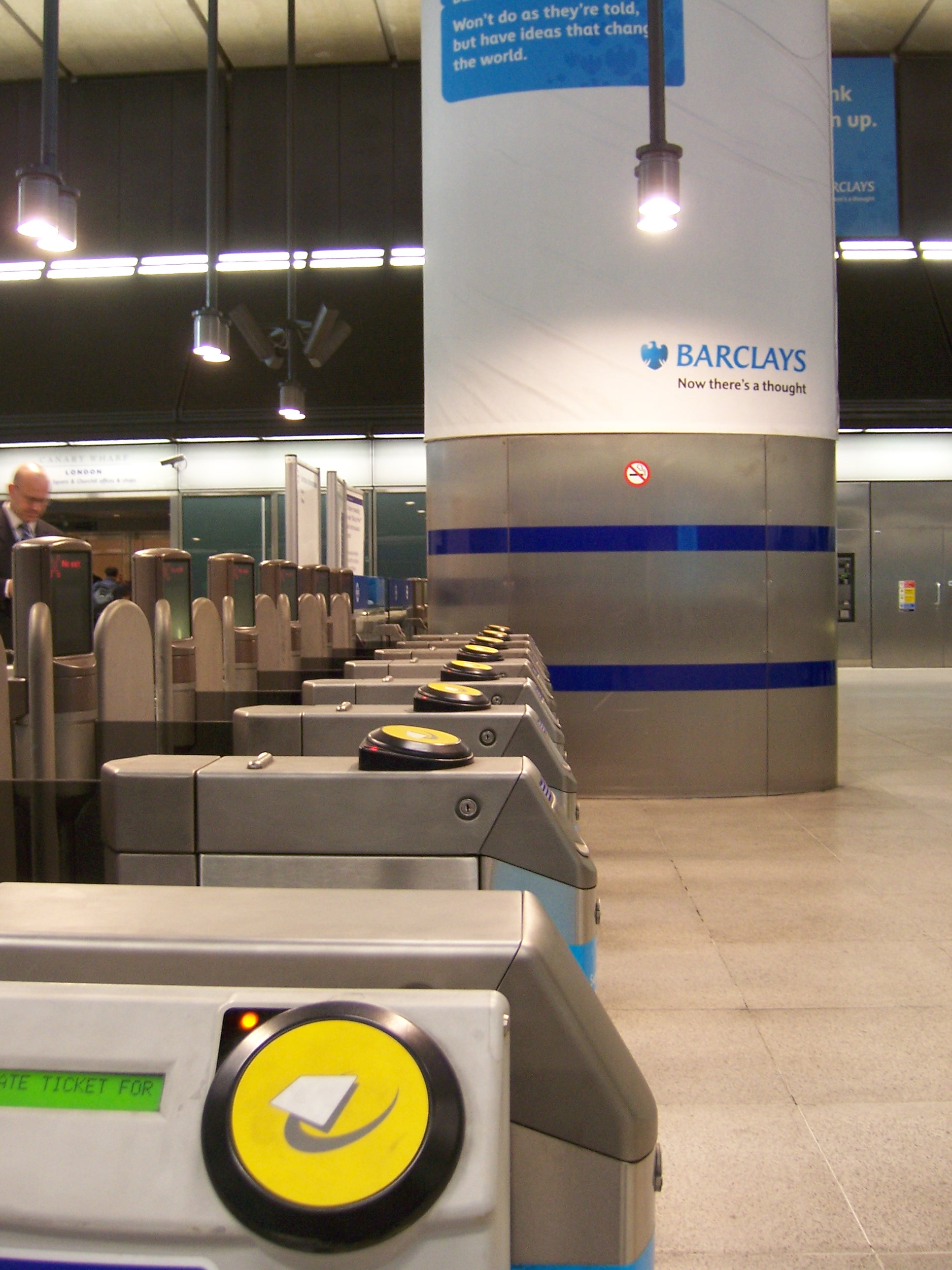
Borne jaune pour valider lOyster Card

L'Oyster card permet de charger des abonnements, des libre-parcours de quelques jours et/ou un montant (pay as you go). Avec le pay as you go, chaque trajet (prix moins élevé qu'un ticket ordinaire) est décompté du solde restant sur la carte, avec un maximum par jour au-delà duquel les trajets ne sont plus débités (libre-parcours pour le reste de la journée). Ce maximum dépend du type de transport utilisé (uniquement bus, métro, etc.) et des zones parcourues. En cas d'utilisation simultanée d'un abonnement et du pay as you go, le système choisit automatiquement ce qu'il doit débiter en fonction du moyen de transport utilisé et de la zone parcourue.
Dans le métro, le London Overground et le Docklands Light Railway, le voyageur doit passer sa carte devant une borne jaune à la station d’entrée et à la station de sortie (sinon un trajet forfaitaire est pris en compte).
Dans le bus ou le tramway, la validation s'effectue uniquement à l’entrée.
On peut l’obtenir sur internet, aux distributeurs automatiques ou guichets des stations et des gares. Une caution de 5 £ est remboursée lorsqu'on la rend. L'enregistrement (facultatif) se fait au guichet en remplissant un formulaire, ou sur internet.
La liste des derniers trajets peut être visualisée aux bornes de rechargement et un historique sur 8 semaines obtenu auprès de Transport for London.